# John Compton (cầu thủ bóng đá)
John Compton (sinh ngày 27 tháng 8 năm 1937 ở Poplar, London) là một cựu cầu thủ bóng đá người Anh. Trong sự nghiệp ông có hơn 100 lần ra sân cho Ipswich Town từ 1960 đến 1964.